# Renate Feyrer
Renate Feyrer (* 11. Juli 1966) ist eine österreichische Judoka und zweifache österreichische Judo-Staatsmeisterin +72 kg.

## Biografie
Renate Feyrer begann ihre Judolaufbahn beim SV Ulmerfeld-Hausmening in Niederösterreich. In der Altersklasse der Jugend  platzierte sie sich drei Mal und in der Altersklasse Junioren zwei Mal bei den österreichischen Meisterschaften. 1984 nahm sie an den Weltmeisterschaften in Wien teil und schied in der Vorrunde aus. Im gleichen Jahr gewann sie zum ersten Mal die Staatsmeisterschaft in der Allgemeinen Klasse. Diesen Titel konnte sie im darauffolgenden Jahr erfolgreich verteidigen.
Nach dem Ende ihrer aktiven Sportlerkarriere arbeitet sie als Physiotherapeutin.

## Größte Erfolge (Auswahl)

### Staatsmeisterschaften
- 1984 Leoben[1]: 1. Platz (+72 kg)[3]
- 1985 Wien[1]: 1. Platz (+72 kg)[3]